# 1170
| [ Edytuj tabelę ]                |                                                               |
| Książę Małopolski                | - 1146 Bolesław IV Kędzierzawy 1173                           |
| Książę Wielkopolski              | - 1138 Mieszko III Stary 1177                                 |
| Król Angkoru                     | - 1165 Tribhuwanaditjawarman 1177                             |
| Król Anglii                      | - 1154 Henryk II 1189                                         |
| Król Aragonii i hrabia Barcelony | - 1164 Alfons II Aragoński 1196                               |
| Książę Bawarii                   | - 1156 Henryk XII Lew 1180                                    |
| Margrabia Brandenburgii          | - 1144 Albrecht Niedźwiedź 1170 - 1170 Otto I 1184            |
| Książę Burgundii                 | - 1162 Hugo III 1192                                          |
| Cesarz Bizancjum                 | - 1143 Manuel I Komnen 1180                                   |
| Cesarz Chin                      | - 1162 Song Xiaozong 1189                                     |
| Książę Czech                     | - 1140 Władysław II 1172                                      |
| Król Danii                       | - 1157 Waldemar I Wielki 1182                                 |
| Władca Egiptu                    | - 1160 Al-Adid 1171                                           |
| Król Francji                     | - 1137 Ludwik VII Młody 1180                                  |
| Król Gruzji                      | - 1156 Jerzy III 1184                                         |
| Hrabia Holandii                  | - 1157 Floris III 1190                                        |
| Cesarz Japonii                   | - 1168 Takakura 1180                                          |
| Kalif                            | - 1160 Al-Mustandżid 1170 - 1170 Al-Mustadhi 1180             |
| Król Kastylii                    | - 1158 Alfons VIII Szlachetny 1214                            |
| Wielki książę Kijowa             | - 1169 Mścisław Izjasławicz 1170 - 1170 Gleb Jurijewicz 1171  |
| Patriarcha Konstantynopola       | - 1170 Michał III z Anchialos 1177                            |
| Władca Korei                     | - 1146 Ŭijong 1170 - 1170 Myŏngjong 1197                      |
| Król Leónu                       | - 1157 Ferdynand II 1188                                      |
| Kalif Maroka                     | - 1163 Abu Jusuf I 1184                                       |
| Król Nawarry                     | - 1150 Sancho VI 1194                                         |
| Król Norwegii                    | - 1161 Magnus V 1184                                          |
| Hrabia Palatynatu                | - 1155 Konrad Hohenstauf 1195                                 |
| Papież                           | - 1159 Aleksander III 1181 - 1168 antypapież Kalikst III 1178 |
| Król Portugalii                  | - 1139 Alfons I 1185                                          |
| Sułtan Rumu                      | - 1156 Kilidż Arslan II 1192                                  |
| Książę Rusi halickiej            | - 1153 Jarosław Ośmiomysł 1187                                |
| Cesarz Rzymski (niemiecki)       | - 1155 Fryderyk I Barbarossa 1190                             |
| Książę Saksonii                  | - 1142 Henryk Lew 1180                                        |
| Król Szkocji                     | - 1165 Wilhelm I 1214                                         |
| Król Szwecji                     | - 1167 Kol Sverkersson 1173                                   |
| Doża Wenecji                     | - 1156 Vitale II Michiel 1172                                 |
| Król Węgier                      | - 1163 Stefan III 1172                                        |

Rok 1170 / MCLXX
stulecia: XI wiek ~
XII wiek ~
XIII wiek

lata: 1160 «
1165 «
1166 «
1167 «
1168 «
1169 «
1170
» 1171
» 1172
» 1173
» 1174
» 1175
» 1180

## Wydarzenia w Polsce
- 6 maja – książę Mieszko III Stary i biskup Radwan założyli przy kościele św. Michała w Poznaniu przytułek dla wędrowców i pątników.

- Rok powstania Drzwi Gnieźnieńskich (data sporna lub przybliżona).

## Wydarzenia na świecie
- 14 czerwca – Henryk Młody Król został koronowany na króla Anglii.
- 25 czerwca – Kanut VI został w wieku 7 lat koronowany na króla Danii.
- 29 grudnia – zgładzono Tomasza Becketa, angielskiego prałata i polityka, uznanego za świętego. Czterysta lat później król Henryk VIII Tudor, nie mogąc pogodzić się z kultem osoby, która chciała wynieść władzę papieską nad królewską, przywłaszczył sobie skarby z grobu zmarłego, a następnie wezwał świętego, by stanął przed trybunałem królewskim. Osądził go jako zdrajcę, jego imię wykreślił z kalendarza, a szczątki spalił.

- Saladyn zdobył dolne miasto w Gazie.
- W Japonii narodził się zwyczaj rytualnego samobójstwa seppuku.
- Stefan Nemania rozpoczął rządy w Serbii (data sporna lub przybliżona)[1].
- Pod względem populacji Fez wyprzedził Stambuł i  stał się największym miastem świata (dane szacunkowe).

## Urodzili się
- Waldemar II Zwycięski, król Danii (zm. 1241)

## Zmarli
- 5 lutego – Werner, biskup płocki (ur. ?)
- 19 sierpnia – Mścisław Izjasławicz, wielki książę kijowski i książę perejasławski (ur. ok. 1134)
- 18 listopada – Albrecht Niedźwiedź – margrabia Marchii Północnej, twórca Marchii Brandenburskiej (ur. ok. 1100)
- 29 grudnia – Thomas Becket, arcybiskup Canterbury, kanclerz Anglii (ur. ok. 1118)
- data dzienna nieznana:
  - Tesław – słowiański władca Rugii jego następcą zostaje Jaromar I (ur. przed 1163)
  - Tịnh Không – wietnamski mistrz thiền ze szkoły vô ngôn thông (ur. 1091)